# Ступенчатый щипец

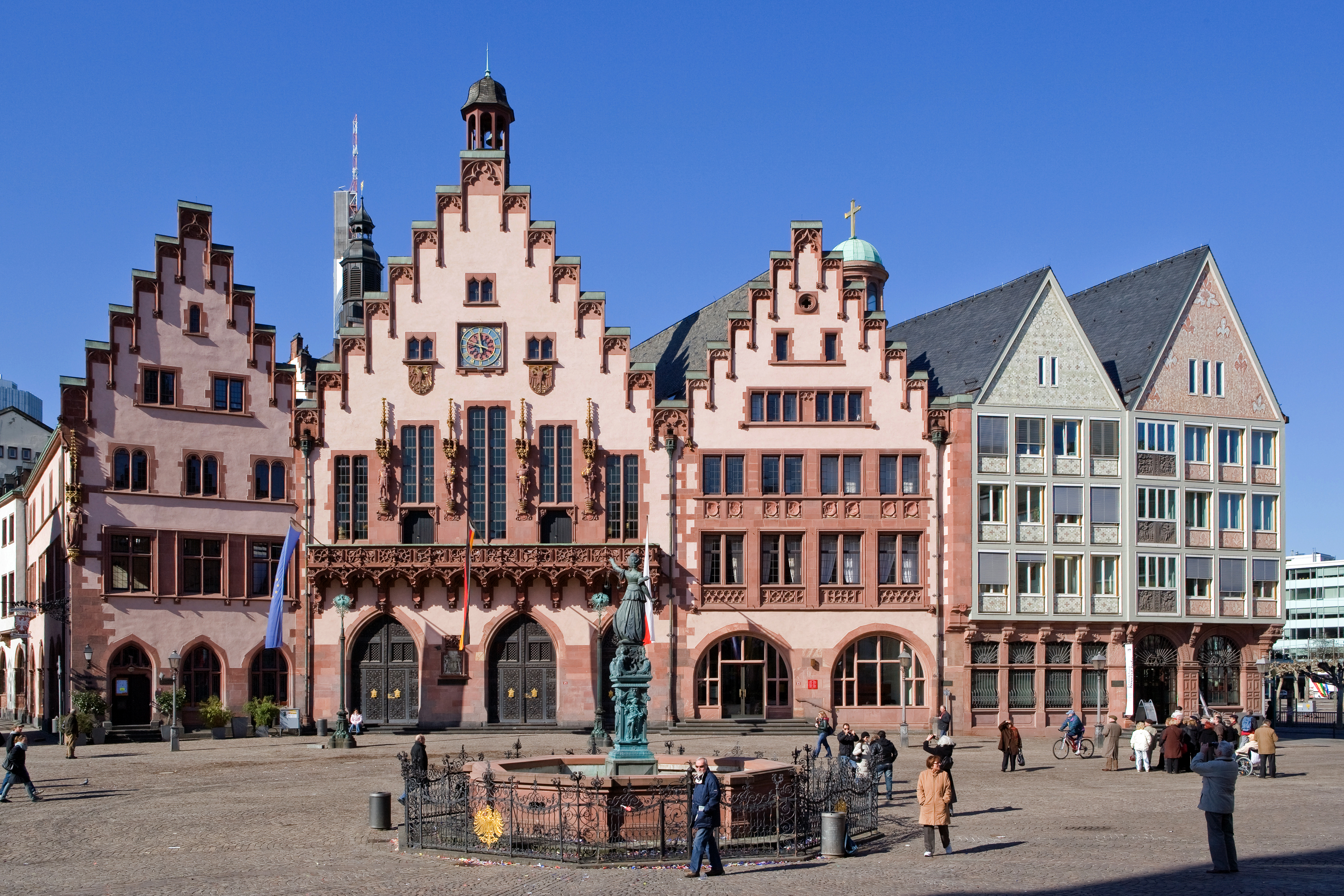
Фасады зданий во Франкфурте-на-Майне

Ступенчатый щипец (нем. Staffelgiebel) — элемент верхней части фасада зданий (щипец), при котором фронтон отличается характерными ступенчатыми формами по краям.

## Распространение

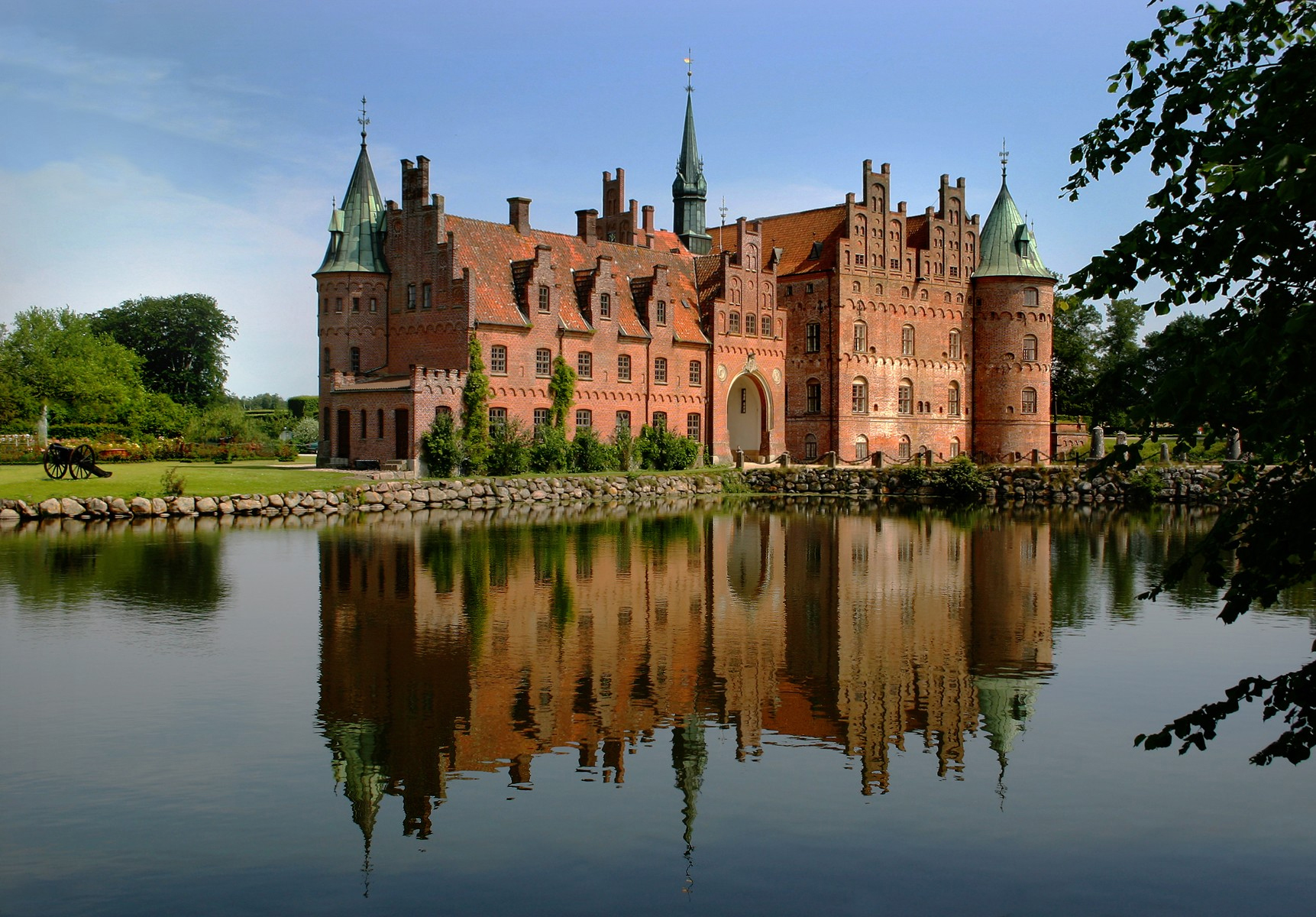
Замок Эгесков (Дания) с характерными ступенчатыми фасадами

Самые ранние примеры ступенчатых фронтонов возникли в романской архитектуре во Фландрии (Бельгия) в XII веке, а затем в Рейнской области в XIII веке. Романский дом в Генте, называемый Korenstapelhuis или Spijker, постройка которого датируется концом XII века, вероятно, старейшее из сохранившихся зданий, имеющих подобный фронтон. Оберштольценхаус (Overstolzenhaus) в Кёльне является одним из старейших подобных зданий романского стиля в Германии. В эпоху готической архитектуры подобный тип фронтонов получил широкое распространение в Северной Германии, во владениях Тевтонского ордена, а также в Дании и Голландии. Фасады со ступенчатыми щипцами встречаются и в других странах, в частности в Чехии. А в Польше подобная верхняя часть фасадов оказалась у многих не только светских зданий, но и церквей. В конце XVI и начале XVII века некоторые особняки Шотландии были построены со ступенчатыми фронтонами.
Здания в стиле Кирпичной готики и Везерского ренессанса, как правило, включают в себя элементы со ступенчатым щипцом.
В регионе Баар, в восточной части массива Шварцвальд, встречается много ферм со ступенчатыми фронтонами.
На современной территории России постройки со ступенчатыми щипцами были в довоенное время в заметном количестве представлены в городе Знаменске (бывш. Велау) Калининградской области (жилые дома, ратуша, Каменные ворота). Большинство из них было разрушено в ходе военных действий, руины снесены после войны. Виды города на довоенных снимках представлены на сайте землячества выходцев из Велауского уезда Восточной Пруссии.

## Архитектурные особенности
Ступени иногда украшали слепыми арками, фризами, масверками, зубцами и прочими элементами. Эти украшения нередко выступают гораздо выше крыши здания.
В архитектуре эпохи Возрождения, а затем во время распространения стиля барокко ступенчатый фронтон получил дальнейшее развитие в виде более изящных плавных форм (с мотивами элементов волюта) c характерными декоративными завитками и спиралями (иногда называемые «улитками»). Такой вид фасада называют колоколообразный щипец.
В эпоху барокко вместо нескольких ступеней чаще стали использовать всего пару крупных завитков.

## Галерея

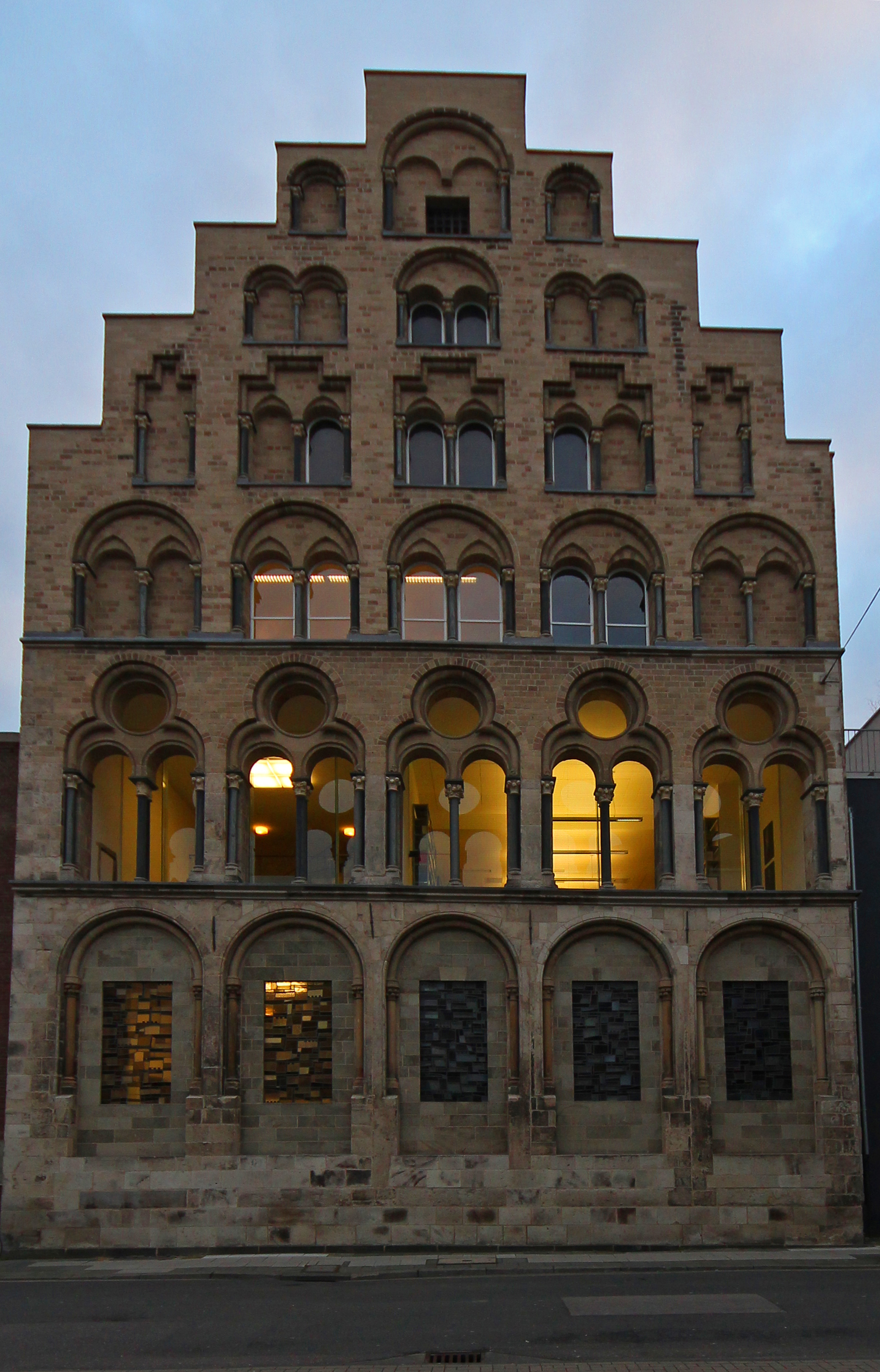
Обершольцхауз, 1230 год, романский стиль, Кёльн
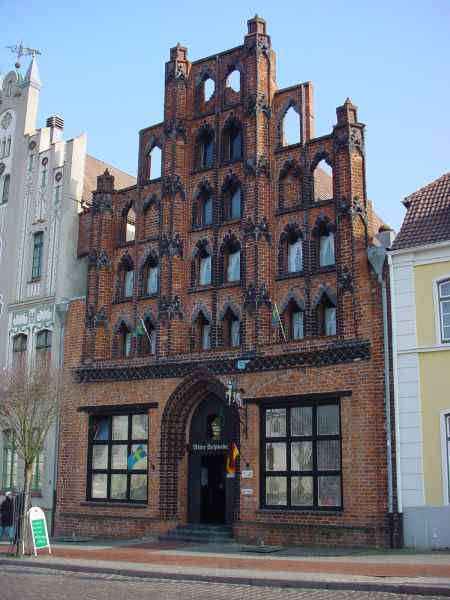
Альте Шведе, 1380 год, готика, Висмар
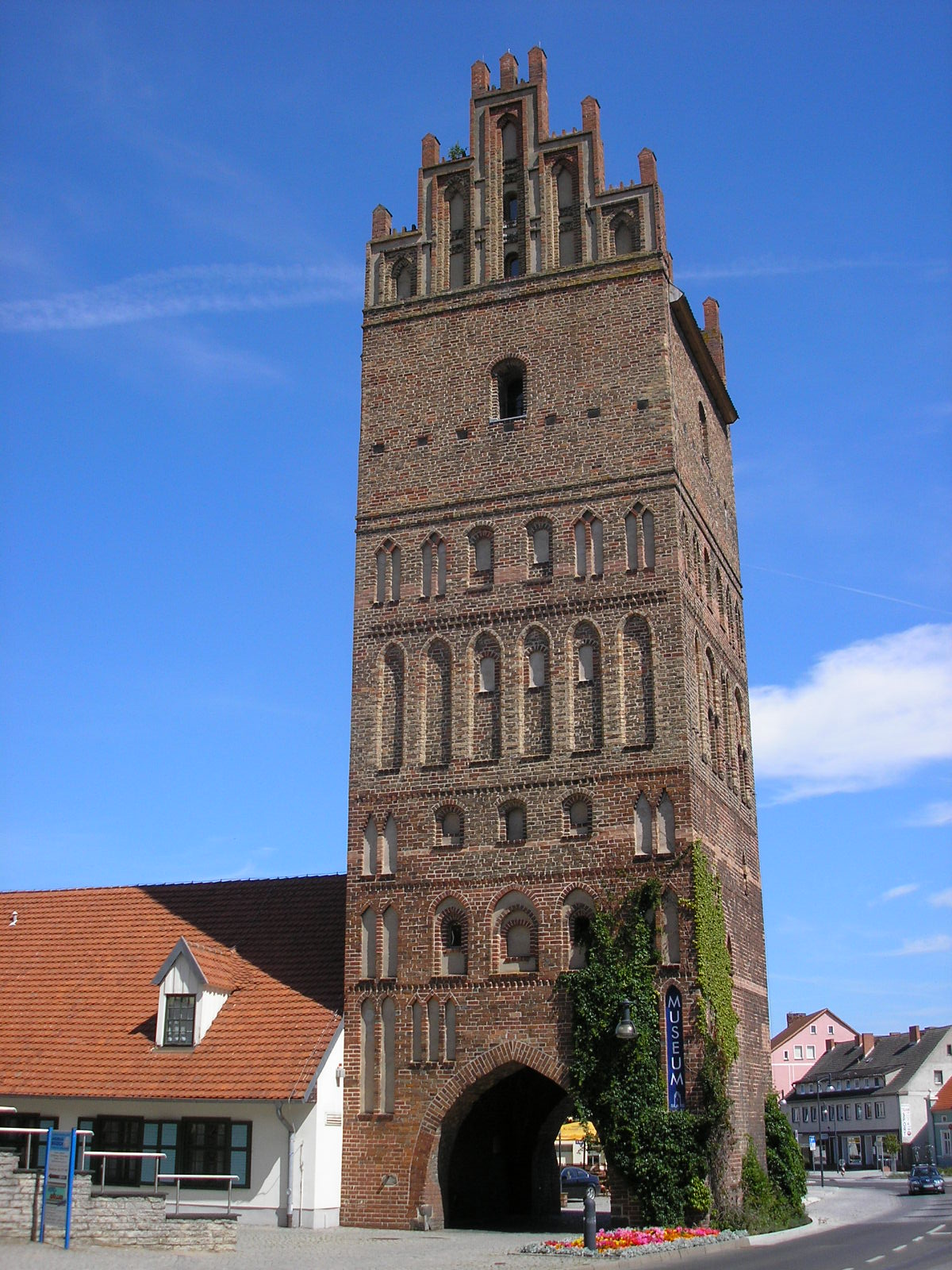
Башенные ворота в Анкламе, около 1450 года
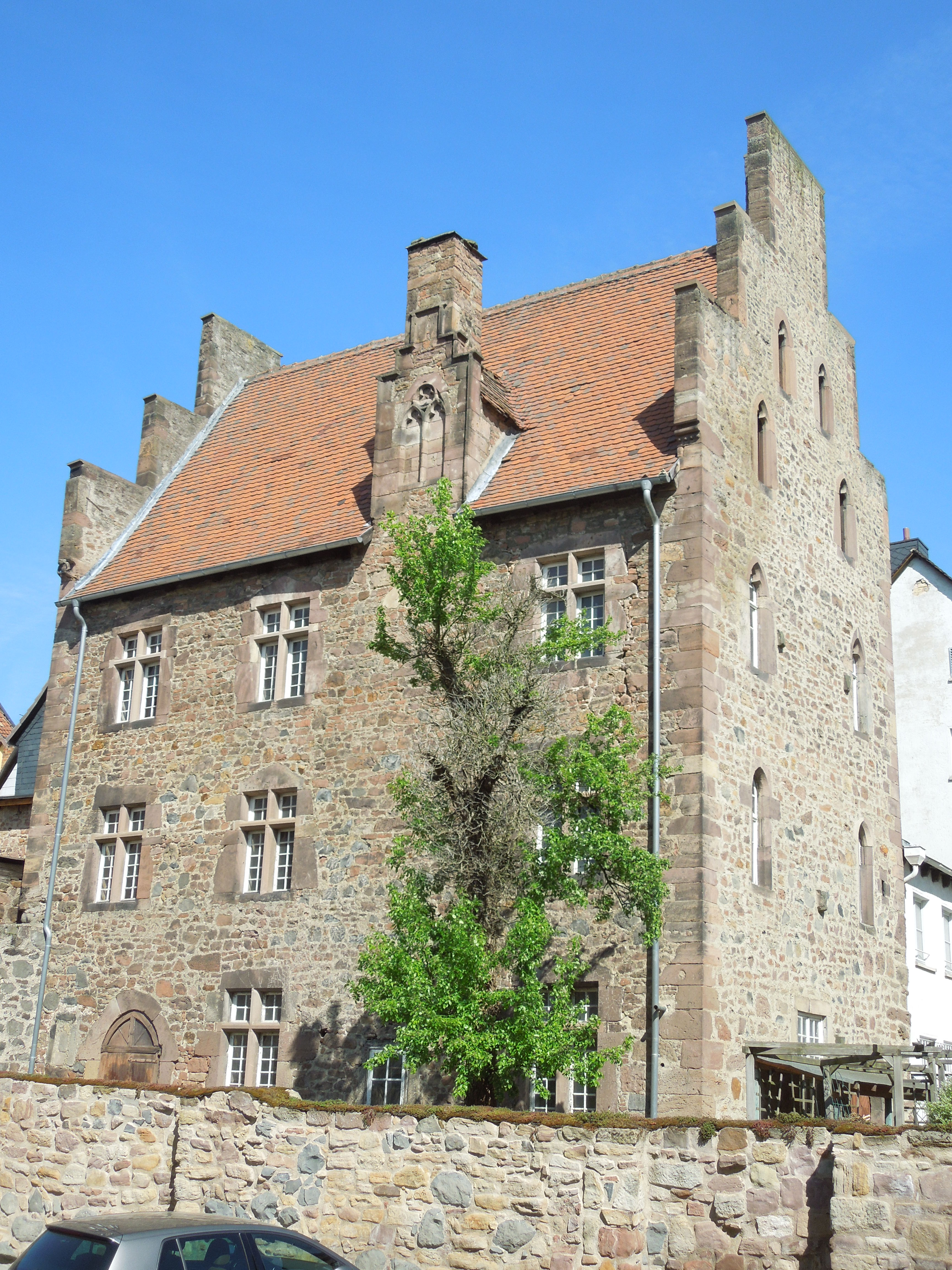
Здание во Фрицларе, около 1410
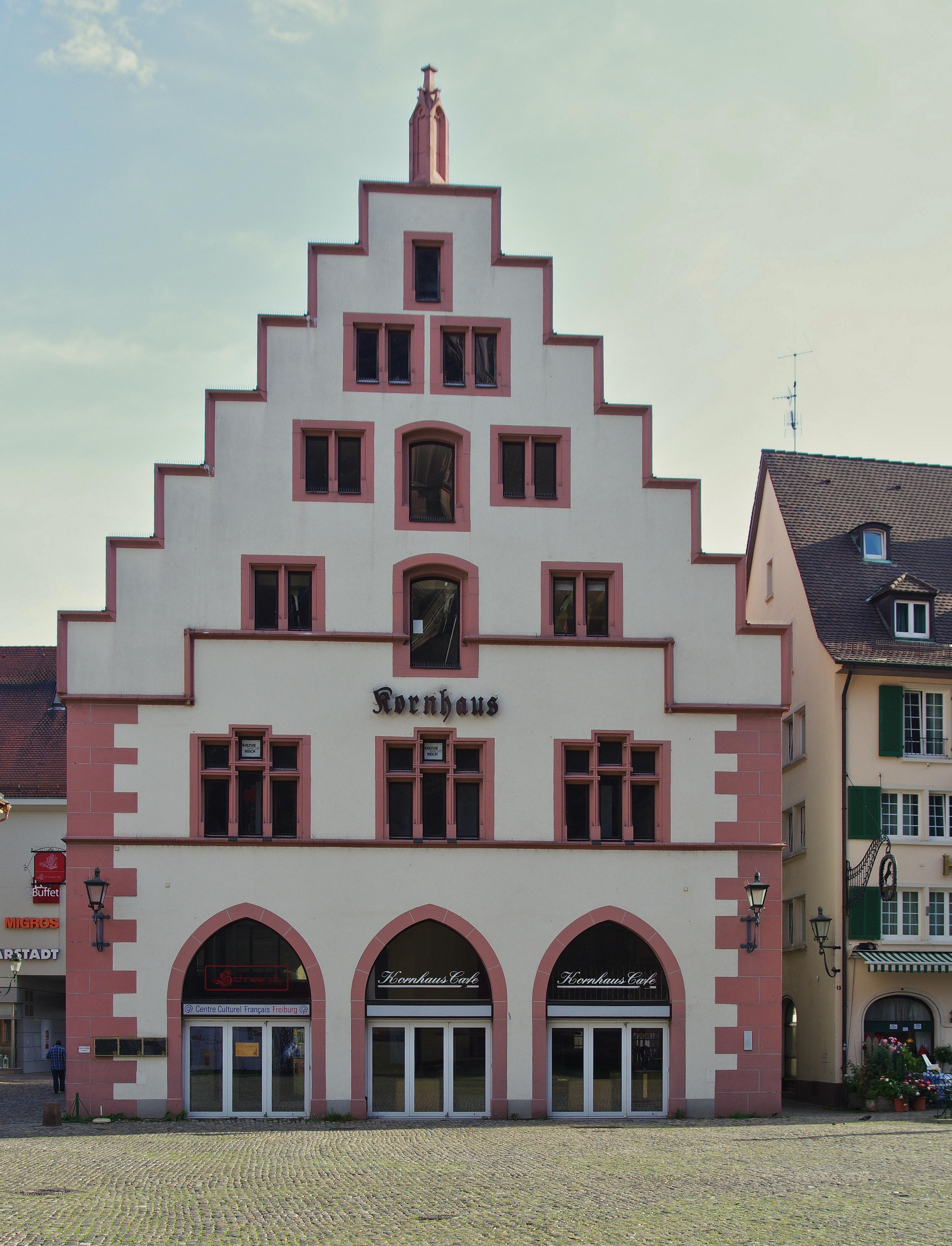
Здание во Фрайбурге-им-Брайсгау, 1498 год
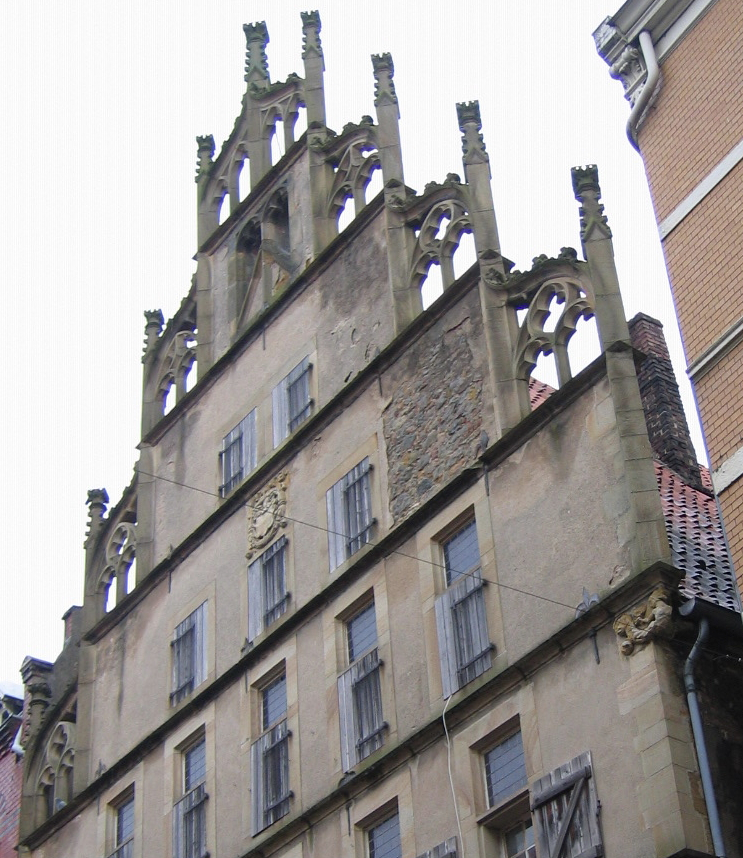
Дом бургомистра, 1538 год, Херфорд, с элементами масверка
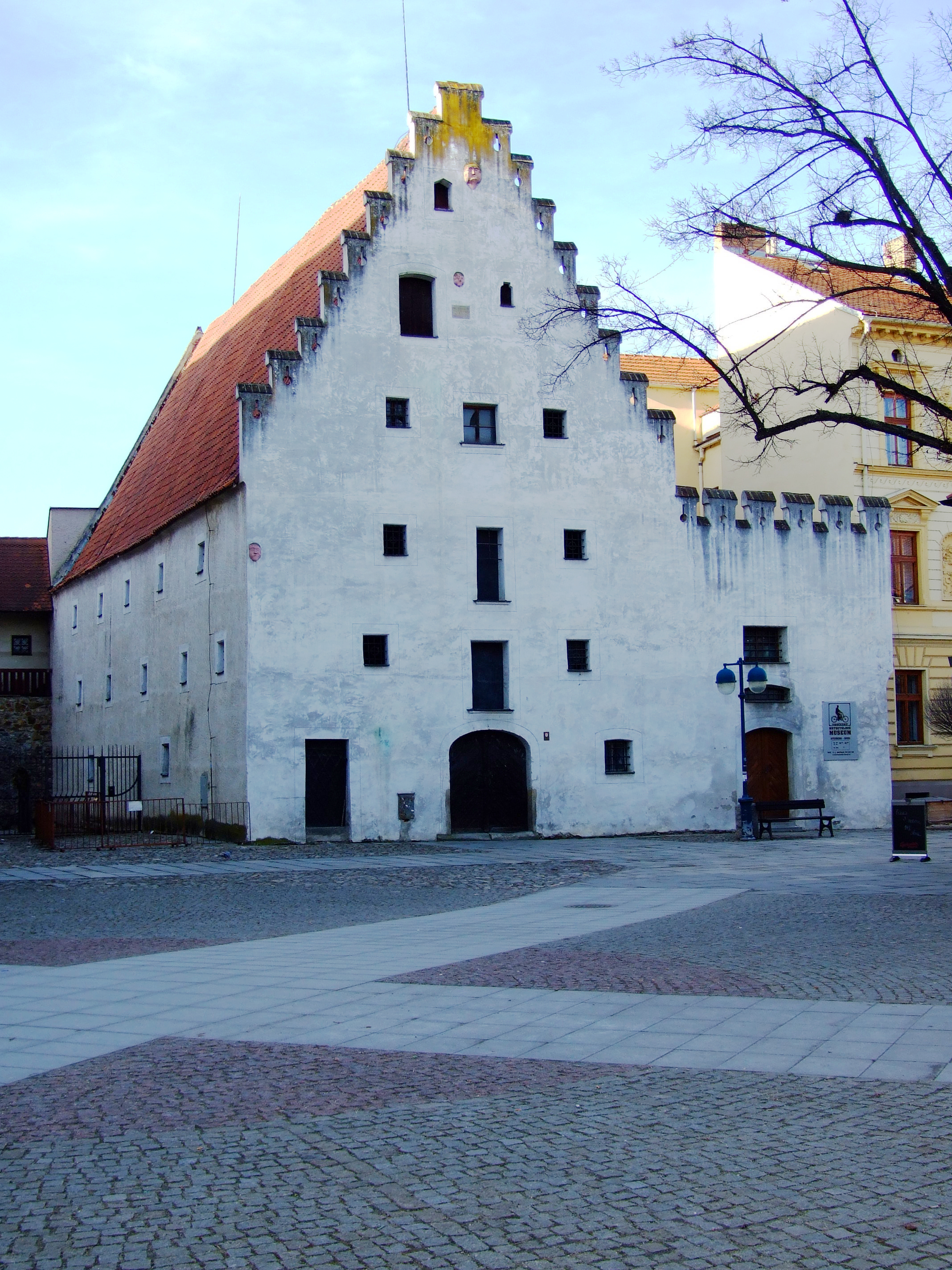
Соляной дом в Ческе-Будеёвице, около 1563 года
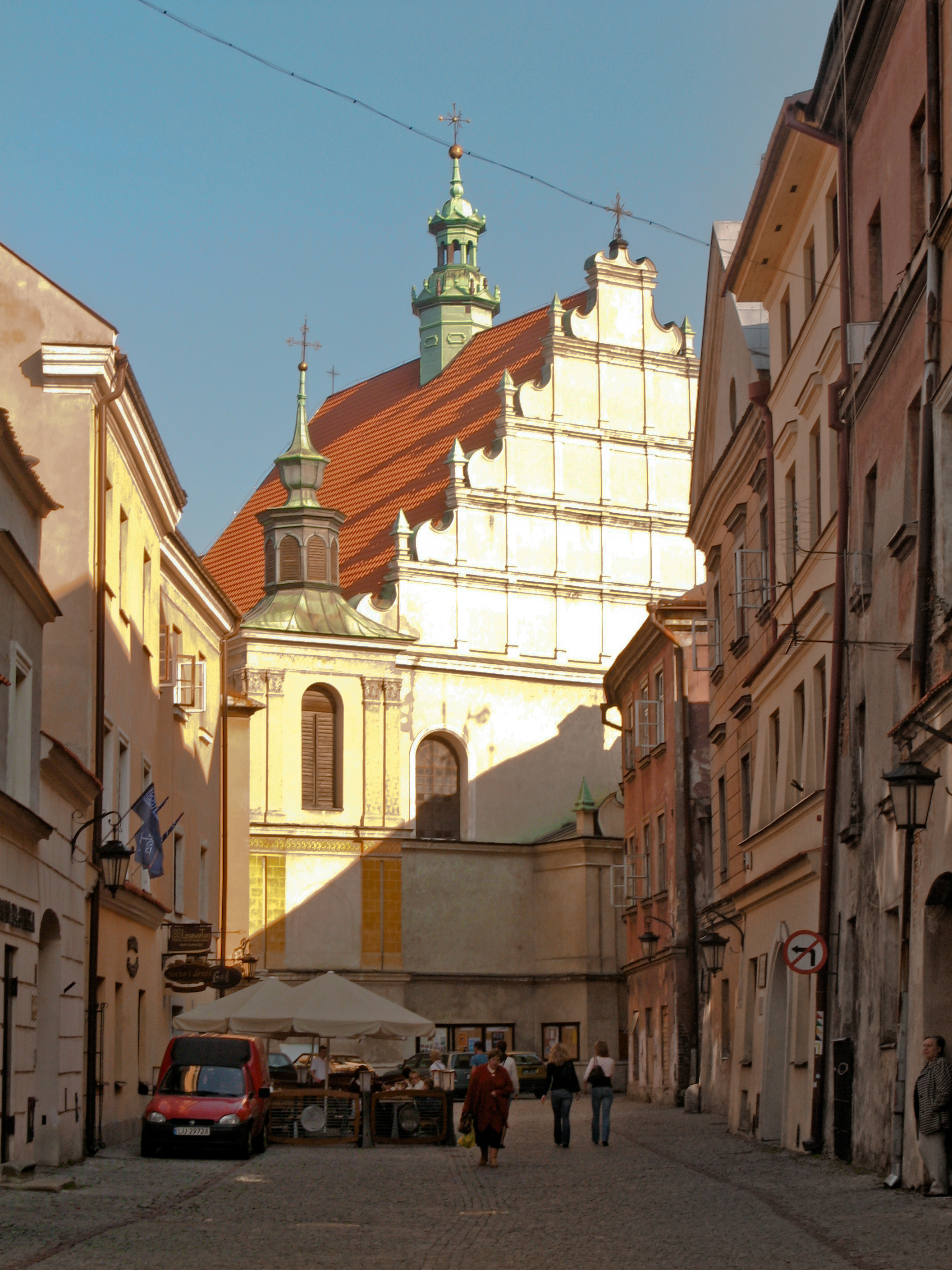
Доминиканская церковь в Люблине, XVI век, совмещение волюты и ступенчатого щипца
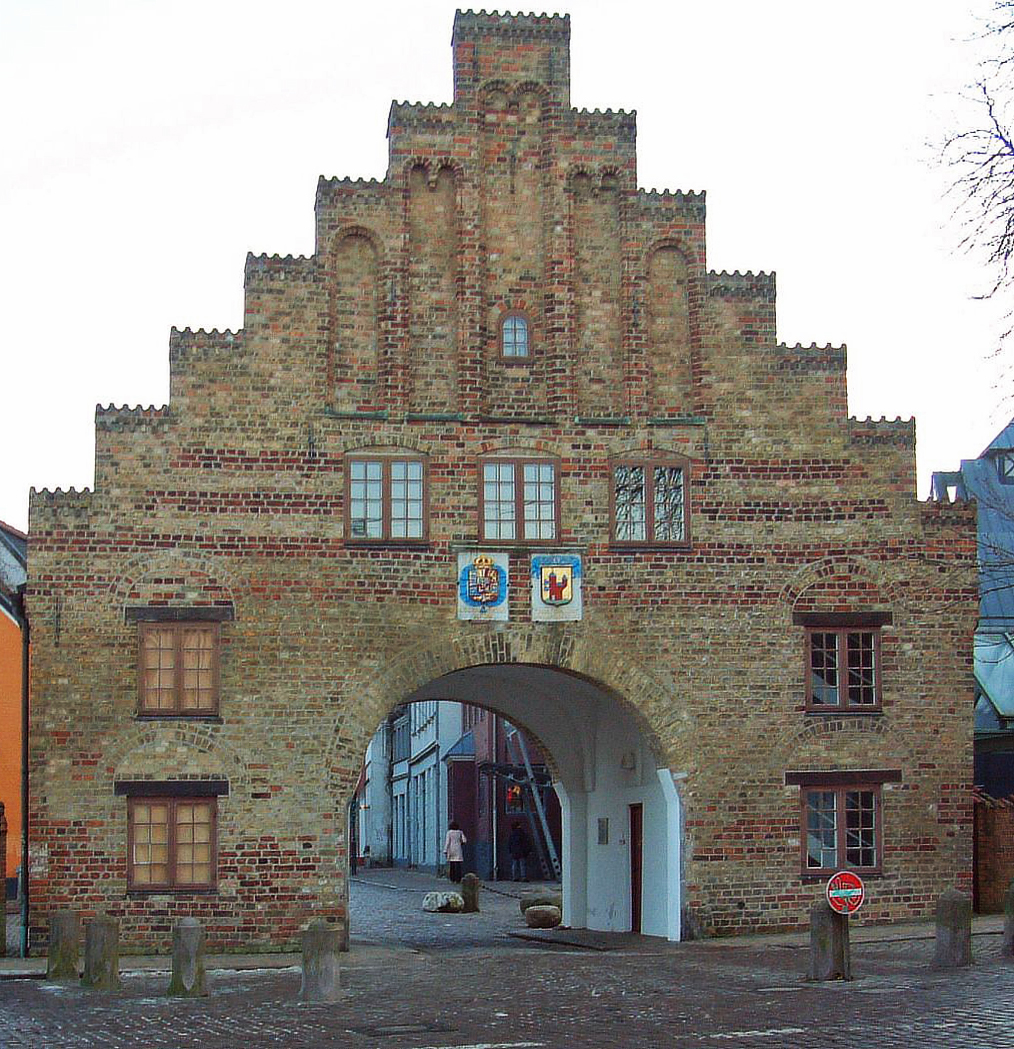
Северные ворота, 1595 год, Фленсбург